# サリー郡 (サウスダコタ州)
サリー郡（英: Sully County）は、アメリカ合衆国サウスダコタ州の中央部に位置する郡である。2010年国勢調査での人口は1,373人であり、2000年の1,556人から11.8％減少した。郡庁所在地はオナイダ市（人口658人）であり、同郡で人口最大の町でもある。郡名はサリー砦を建設したアルフレッド・サリー将軍に因んで名付けられた。

## 地理
アメリカ合衆国国勢調査局に拠れば、郡域全面積は1,070平方マイル (2,772 km2)であり、このうち陸地は1,007平方マイル (2,608 km2)、水域は63平方マイル (164 km2)で水域率は5.93％である。

### 主要高規格道路
- アメリカ国道83号線
- サウスダコタ州道1804号線

### 隣接する郡
- ポッター郡 - 北
- ハイド郡 - 東
- ヒューズ郡 - 南
- スタンリー郡 - 南西
- デューイ郡 - 北西

## 人口動態
以下は2000年の国勢調査による人口統計データである。
| 基礎データ - 人口: 1,556人 - 世帯数: 630 世帯 - 家族数: 442 家族 - 人口密度: 1人/km2（2人/mi2） - 住居数: 844軒 - 住居密度: 0軒/km2（1軒/mi2） 人種別人口構成 - 白人: 97.81% - ネイティブ・アメリカン: 0.77% - アジア人: 0.13% - その他の人種: 0.13% - 混血: 1.16% - ヒスパニック・ラテン系: 0.77% 年齢別人口構成 - 18歳未満: 25.5% - 18-24歳: 6.1% - 25-44歳: 26.5% - 45-64歳: 24.4% - 65歳以上: 17.4% - 年齢の中央値: 40歳 - 性比（女性100人あたり男性の人口） - 総人口: 105.5 - 18歳以上: 108.5 | 世帯と家族（対世帯数） - 18歳未満の子供がいる: 31.0% - 結婚・同居している夫婦:62.5% - 未婚・離婚・死別女性が世帯主: 4.3% - 非家族世帯: 29.7% - 単身世帯: 25.7% - 65歳以上の老人1人暮らし: 10.6% - 平均構成人数 - 世帯: 2.47人 - 家族: 2.99人 収入と家計 - 収入の中央値 - 世帯: 32,500米ドル - 家族: 38,304米ドル - 性別 - 男性: 25,265米ドル - 女性: 20,521米ドル - 人口1人あたり収入: 17,407米ドル - 貧困線以下 - 対人口: 12.1% - 対家族数: 10.6% - 18歳未満: 13.4% - 65歳以上: 15.1% |

## 都市と町
都市名の後の数字は2010年国勢調査での人口を示す
| - 1. オナイダ 658 - 郡庁所在地 - 2. アガー 76 |

### 郡区
サリー郡はウェストサリーとイーストサリーの2つの未編入領域に分けられている。